# Alexander Rudolf Grünenwald

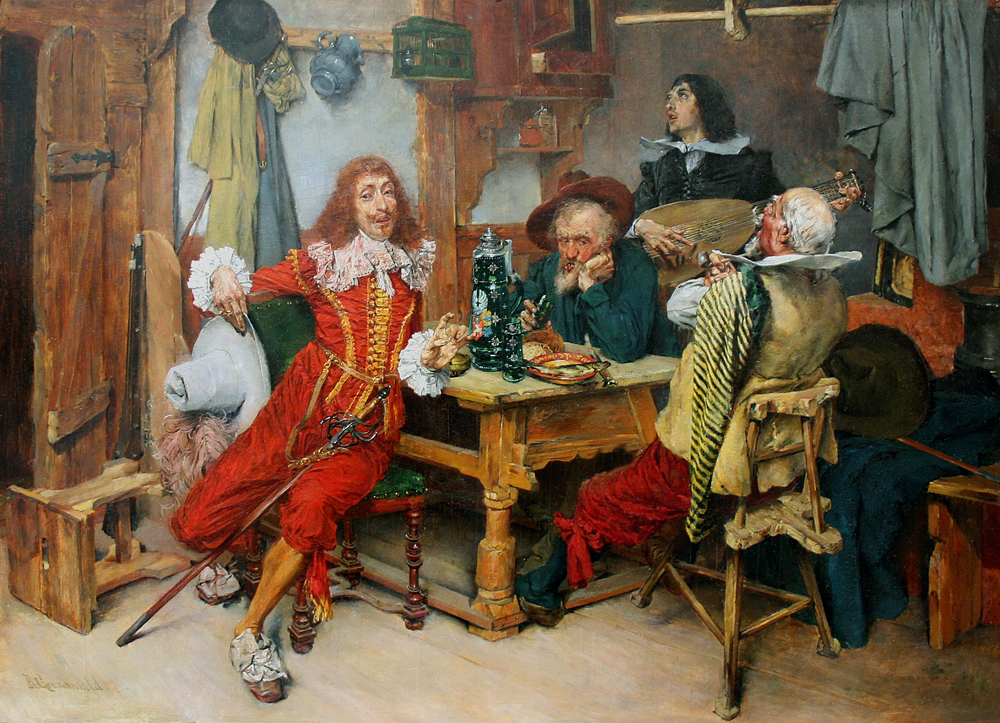
Musketiere in der Weinstube

Alexander Rudolf Grünenwald (* 22. März 1849 in Schloss Rosenau bei Coburg; † 10. November 1890 in München) war ein deutscher Genre- und Historienmaler.
Grünenwald sollte Theologie studieren, entschied sich aber für die Malerei. Mit Unterstützung des Geographen August Petermann studierte ab dem 8. November 1866 an der Königlichen Akademie der Künste in München bei Alexander Strähuber, Hermann Anschütz und Wilhelm von Diez.
1875 unternahm eine Studienreise nach England. In Londoner Galerien studierte er die niederländische Malerei.
Auf der Münchener Kunstausstellung 1887 kam es zum Konflikt mit dem Maler Friedrich Pecht.
Bei den Künstler-Maskenfesten der „Geselligen Vereinigung“ 1889 rezitierte er seine eigenen Gedichte.
1885 schuf er Vorlagen für die Glasmalereiwerkstatt Karl de Bouchés, u. a. für das Heilig-Kreuz-Münster in Schwäbisch Gmünd.